# DJ Luna
DJ Luna (* 26. August 1977 in Den Haag; bürgerlich Richard de Mildt) ist ein niederländischer Hardstyle-DJ und Musikproduzent.

## Biografie
Richard de Mildt wurde in Den Haag geboren. Mit drei Jahren zog er nach Sassenheim in Südholland, wo er bis zu seinem einundzwanzigsten Lebensjahr wohnte. Danach zog er wieder nach Den Haag. Kurz vor der Jahrtausendwende kam er mit dem Label Q-Dance in Kontakt. Dieses Label verschaffte ihm Auftritte bei Events wie Qlimax, Defqon.1 und Mystery Land. Nachdem Luna als DJ und Produzent bekannter wurde, verbrachte er mehr Zeit im Studio. Er arbeitete mit Deepack, Dutch Master, Crypsis, Blutonium Boy und The Prophet zusammen. Die meiste Zeit arbeitet er jedoch an Soloprojekten oder mit seinen Partnern Trilok & Chiren zusammen. Dieses Trio ist unter dem Pseudonym DHHD bekannt. Luna beziehungsweise DHHD veröffentlichten ihre Musik auf dem Label StraightOn Recordings, das er zusammen mit DJ Pila und The Scientist im Jahr 2003 gründete. DHHD produzierte im selben Jahr den Track 30 Minutes als Hymne für das Festival Defqon.1. Drei Jahre später im Jahr 2006 stoppte Luna die Arbeit mit dem Label StraightOn Recordings. Mit Deepack zusammen produzierte Luna im Jahr 2008 die Hymne Biological Insanity für die Defqon.1.
Außerdem gründete er im selben Jahr das Label Minus Is More. Einige seiner Tracks wurden auch auf dem Label ID&T Records veröffentlicht.

## Diskografie

### Kompilationen
- 2010: Hardstyle Mix Masterz #2

### Singles
als Luna
- 2002: We Control The Sound (mit Trilok & Chiren)
- 2004: In control (Shockers audio project)
- 2004: Kick This Mutha (mit Deepack)
- 2004: Mindscape
- 2005: Now’s The Time (The Official „One Man Show“ Anthem)
- 2006: Tales From Da Hood (mit Trilok & Chiren)
- 2006: Bring That Shit Back
- 2006: Street Knowledge (mit Trilok & Chiren)
- 2006: Excistence (mit Thilo)
- 2007: Black out / Fear (mit Blutonium Boy)
- 2007: Return To Zero (mit Kold Konexion)
- 2008: Biological Insanity (Defqon.1 Anthem 2008) (mit Deepack)
- 2008: Unlocked - Who we are - Choices
- 2008: The Scene / Copies Are Faking (mit Dutch Master)
- 2009: Torture (mit Crypsis)
- 2010: Party Animal / I Wanna C Ya / Body Music (mit Deepack)
- 2011: No Turning Back (mit Alphaverb)
- 2011: 5th Element (mit E-Force)
- 2011: Blacklight (mit E-Force)

Als DHHD
- 2003: The anthem / So many more
- 2003: Rush - Funky shit
- 2003: Indication / 30 minutes
- 2005: LSD / D-Tech
- 2007: On Fire